# Канвил ла Рок
Канвил ла Рок (фр. Canville-la-Rocque) насеље је и општина у северној Француској у региону Доња Нормандија, у департману Манш која припада префектури Кутанс.
По подацима из 2011. године у општини је живело 132 становника, а густина насељености је износила 24,67 становника/km². Општина се простире на површини од 5,35 km². Налази се на средњој надморској висини од 43 метара (максималној 43 m, а минималној 7 m).

## Демографија
| 1962. | 1968. | 1975. | 1982. | 1990. | 1999. | 2011. |
| ----- | ----- | ----- | ----- | ----- | ----- | ----- |
| 186   | 201   | 182   | 158   | 146   | 129   | 132   |

График промене броја становника у току последњих година